# دفع أمامي

صورة تبين طريقة الدفع الأمامي.

الدفع الأمامي نوع من أنظمة دفع السيارات لنقل الحركة من المحرك إلى العجلات الأمامية للسيارة، وهو أحد الأنواع الثلاثة للدفع، أما النوعان الآخران هما: الدفع الخلفي والدفع الرباعي.
يستخدم هذه النوع من الدفع للسيارات الصغيرة والمتوسطة الحجم والتي لا تستهلك كميات كبيرة من الوقود.

## سلبياته
- يستخدم العَكوس (بفتح العين)، وعيب العَكوس أنها سريعة الخراب.
- صعوبة توجيه المقود عند الانطلاق بسرعة.
- غلاء الصيانة نسبياً، لأن المحرك والعكوس و ناقل الحركة، جميعا في الأمام، وفي حالة حدوث مشكلة يجب إزاحة بعض مكونات السيارة.
- ثبات أقل في الطريق من السيارات ذوات الدفع الخلفي.
- صعوبة التحمل في البيئة الصحراوية مع الطرق غير المعبدة.
- وجود إزعاج في المنطقة الخلفية لعدوم وجود شيء بها، ذلك لعدم وجود ثقل بها.

## إيجابياته
- يعتبر أنشط في الاندفاع من سيارات الدفع الخلفي وذلك لقرب المحرك وناقل الحركة من قوة الدفع (الإطارات الأمامية).
- اقتصادي أكبر في الوقود من سيارات الدفع الخلفي، بسبب قرب المحرك من قوة الدفع (الإطارات الأمامية).